# Monte Bissau
Monte Bissau és un muntanya a la part central de l'illa de São Nicolau a Cap Verd. La seva elevació és de 615 m. Es troba a 3 km al sud-oest de Belém i 6 km a l'est de Ribeira Brava.